# Wiktoria Miąso
Wiktoria Miąso (ur. 14 listopada 2001) – polska lekkoatletka, skoczkini wzwyż. 

## Życiorys
Zawodniczka CWKS Resovia Rzeszów (od 2016), podopieczna trenera Michała Tittingera. Swoje pierwsze doświadczenie na międzynarodowych mistrzostwach zdobyła w 2018 roku, kiedy skokiem na 1,79 m zajęła szóste miejsce na Mistrzostwach Europy U18 w Győr. W tym samym roku wystąpiła w Młodzieżowych Igrzyskach Olimpijskich w Buenos Aires, gdzie zajęła siódme miejsce. W 2019 roku odpadła w kwalifikacjach mistrzostw Europy juniorów w Borås. W 2021 roku zajęła piąte miejsce na młodzieżowych mistrzostwach Europy w Tallinnie z wynikiem 1,85 m, a dwa lata później, podczas zawodów w Espoo, zdobyła brązowy medal. Reprezentowała Polskę podczas drużynowych mistrzostw Europy.
Pierwsze seniorskie mistrzostwo Polski zdobyła w hali, w 2020 r. Osiągnięcie to powtórzyła jeszcze w 2022, 2023 i 2025). Seniorskie mistrzostwo Polski na otwartym stadionie zdobyła w 2022 r. W 2021 była Wicemistrzynią Polski seniorek zarówno na stadionie, jaki w hali. W kategorii młodzieżowców zdobyła komplet tytułów mistrzyni Polski (stadion i hala) w latach 2021, 2022, 2023. W kategorii juniorskiej mistrzynią Polski była dwukrotnie (2019, 2020).  
Rekordy życiowe: stadion – 1,90 (5 sierpnia 2022, Győr); hala – 1,87 (26 lutego 2022, Brno).

## Rezultaty

### Międzynarodowe
| Rok  | Impreza                                 | Miejsce      | Pozycja           | Wynik          |
| ---- | --------------------------------------- | ------------ | ----------------- | -------------- |
| 2018 | Mistrzostwa Europy juniorów młodszych   | Győr         | 6. miejsce        | 1,79           |
| 2018 | Igrzyska olimpijskie młodzieży          | Buenos Aires | 7. miejsce        | 3,53 (łącznie) |
| 2019 | Mistrzostwa Europy juniorów             | Borås        | el. – 20. miejsce | 1,70           |
| 2021 | Młodzieżowe mistrzostwa Europy          | Tallinn      | 5. miejsce        | 1,85           |
| 2023 | I dywizja drużynowych mistrzostw Europy | Chorzów      | 9. miejsce        | 1,84           |
| 2023 | Młodzieżowe mistrzostwa Europy          | Espoo        | 3. miejsce        | 1,87           |

### Krajowe
| Impreza                               | Rok  | Miejsce             | Pozycja    | Wynik |
| ------------------------------------- | ---- | ------------------- | ---------- | ----- |
| Mistrzostwa Polski                    | 2018 | Lublin              | 5. miejsce | 1,78  |
| Mistrzostwa Polski                    | 2020 | Włocławek           | 4. miejsce | 1,77  |
| Mistrzostwa Polski                    | 2021 | Poznań              | 2. miejsce | 1,85  |
| Mistrzostwa Polski                    | 2022 | Suwałki             | 1. miejsce | 1,86  |
| Mistrzostwa Polski                    | 2023 | Gorzów Wielkopolski | 3. miejsce | 1,74  |
| Mistrzostwa Polski                    | 2024 | Bydgoszcz           | 3. miejsce | 1,84  |
| Halowe mistrzostwa Polski             | 2019 | Toruń               | 5. miejsce | 1,75  |
| Halowe mistrzostwa Polski             | 2020 | Toruń               | 1. miejsce | 1,75  |
| Halowe mistrzostwa Polski             | 2021 | Toruń               | 2. miejsce | 1,82  |
| Halowe mistrzostwa Polski             | 2022 | Toruń               | 1. miejsce | 1,78  |
| Halowe mistrzostwa Polski             | 2023 | Toruń               | 1. miejsce | 1,86  |
| Halowe mistrzostwa Polski             | 2024 | Toruń               | 2. miejsce | 1,80  |
| Halowe mistrzostwa Polski             | 2025 | Toruń               | 1. miejsce | 1,82  |
| Młodzieżowe mistrzostwa Polski        | 2021 | Suwałki             | 1. miejsce | 1,87  |
| Młodzieżowe mistrzostwa Polski        | 2022 | Poznań              | 1. miejsce | 1,86  |
| Młodzieżowe mistrzostwa Polski        | 2023 | Włocławek           | 1. miejsce | 1,82  |
| Młodzieżowe Halowe Mistrzostwa Polski | 2021 | Toruń               | 1. miejsce | 1,82  |
| Młodzieżowe Halowe Mistrzostwa Polski | 2022 | Toruń               | 1. miejsce | 1,78  |
| Młodzieżowe Halowe Mistrzostwa Polski | 2023 | Toruń               | 1. miejsce | 1,86  |
| Mistrzostwa Polski juniorów           | 2019 | Racibórz            | 1. miejsce | 1,80  |
| Mistrzostwa Polski juniorów           | 2020 | Radom               | 1. miejsce | 1,76  |
| Mistrzostwa Polski juniorów młodszych | 2017 | Warszawa            | 2. miejsce | 1,72  |
| Mistrzostwa Polski juniorów młodszych | 2018 | Chorzów             | 1. miejsce | 1,78  |